# Freddie Green
Freddie Green (geboren als Frederic William Green; * 31. März 1911 in Charleston, South Carolina, USA; † 1. März 1987 in Las Vegas) war ein US-amerikanischer Jazzgitarrist. Sein Merkmal war besonders die verfeinerte Rhythmusarbeit an der Gitarre in Big Bands, insbesondere dem Count Basie Orchestra, wo er der „All-American Rhythm Section“ angehörte mit Basie am Klavier, Jo Jones am Schlagzeug und Walter Page am Bass.

## Leben
Freddie Green kam früh mit der Musik in Kontakt und lernte Banjo, bevor er als Teenager zur Gitarre kam.
Ein Freund des Vaters, Sam Walker, brachte dem jungen Freddie das Notenlesen bei und ermutigte ihn zum Gitarrespielen. Walker gab Freddie sozusagen sein erstes Engagement, indem er ihn in einer der Bands des örtlichen Waisenhauses spielen ließ, die er leitete und die als Jenkins Orphanage Band überregional auftraten und landesweit bekannt waren. Interessanterweise war ein anderes Mitglied dieser Gruppe der junge William „Cat“ Anderson, der später als Trompeter in der Band von Duke Ellington bekannt wurde.
Unglücklicherweise starben zu dieser Zeit Greens Eltern und er zog nach New York City, wo er mit seiner Tante lebte und seine Ausbildung fortsetzte. In New York entdeckte Freddie eine neue musikalische Welt. Immer noch ein Teenager, fing er an, verschiedentlich in den Clubs der Stadt zu spielen. Bei einem dieser Auftritte fiel er John Hammond auf, der die Möglichkeiten in Greens Spiel erkannte und ihn Count Basie vorstellte. Basie ging zunächst widerstrebend, zu einem Gig von Green (nach einer anderen Version hörte er ihn sich in seiner Garderobe an) erkannte aber sofort sein Potential und bot ihm einen Platz in seiner Band an, wo er Claude Williams ersetzte, dessen Spiel Hammond nicht gefiel.
Greens Technik auf der unverstärkten akustischen Gitarre bestand darin, nur einige wichtige Noten eines jeden Akkords zu spielen. Die Noten, die nicht erklingen sollten, dämpfte er mit den Fingern der linken Hand. Diese Technik ergab einen „gerupft“ klingenden „fetten“ rhythmischen Klang, ohne dabei sich harmonisch in den Vordergrund zu drängen, was sich mit den Tönen anderer Orchestermitglieder nicht immer hätte vertragen müssen. In seiner ganzen Laufbahn hat Green nur selten melodische (single note) Soli gespielt.
Die Rhythmusgruppe funktionierte so, dass kein Instrument lauter war als das andere und Basie den Rhythmus vorgab. Sobald der feststand, übernahmen und hielten ihn die anderen. Green überwachte den Rhythmus in den späteren Bands mit nicht mehr so zuverlässigen Musikern. Das sowie seine präzise Rhythmusarbeit brachten ihm den Spitznamen Mr. Rhythm ein.
Green war ein Vorreiter des Gitarrenspiels in der Rhythmusgruppe einer Bigband. Soli spielte er in der Basie-Band von vereinzelten Ausnahmen abgesehen (z. B. bei The Elder / 1962) üblicherweise nicht.
Nach Basies Tod arbeitete Green u. a. in der Basie-Band und mit Manhattan Transfer.
Nur sporadisch kamen im Laufe der Zeit Aufnahmen mit anderen Musikern zustande, wie Benny Carter, Lionel Hampton, Kenny Burrell, Billie Holiday, Sonny Stitt, Big Joe Turner (Boss of the Blues, 1956), Herb Ellis, oder Lester Young.

## Diskographische Hinweise
- Rhythm Willie mit Herb Ellis, Ray Brown, Jake Hanna – Concord Records, 1975.

## Trivia
Als Basie in den späten 40er Jahren aus finanziellen Gründen seine Big Band auflösen musste, arbeitete er mit einem Sextett weiter – Clark Terry tp, Buddy DeFranco cl, Wardell Gray ts, Viktor Lewis b, Gus Johnson und Basie am Klavier. Doch vom ersten Konzert an war Freddie Green unangekündigt, uneingeladen und unbezahlt mit dabei – und so bestand das Basie Sextett bis zur Neugründung der Bigband immer aus sieben Musikern.